# Polaki (Polska)
Polaki – wieś w Polsce położona w województwie mazowieckim, w powiecie siedleckim, w gminie Kotuń. Ma status sołectwa. Leży przy drodze krajowej nr 2.
Wierni Kościoła rzymskokatolickiego należą do parafii św. Antoniego w Kotuniu.
W latach 1975–1998 miejscowość położona była w województwie siedleckim.
W miejscowości działa jednostka ochotniczej straży pożarnej.